# Ренц, Эрнст
Эрнст Якоб Ренц (нем. Ernst Renz); 18 мая 1815 (по другим данным 14 мая 1814), Бёкинген, близ Хайльбронн, Королевство Вюртемберг — 3 апреля 1892, Берлин, Германская империя) — немецкий артист цирка, режиссёр, педагог, предприниматель.

## Биография
Родился в семье странствующих циркачей-канатоходцев. Сам тренировался как канатоходец, но позже обратился к дрессировке лошадей. Был членом Венского цирка Баха, несколько лет путешествовал по Германии с цирком Р. Бриллофа.
Владел разными цирковыми профессиями. В 1840 году в Веймаре создал свою первую труппу «Конный цирк» (Олимпийский цирк), с которой много гастролировал. В 1850 году переименовал свою труппу в Circus Renz и ввёл верховую езду.
В 1852 году получил европейскую известность, «покорив» Берлин в многолетней конкурентной борьбе с французским цирком Л. Дежана, благодаря чему ведущая роль в цирковом деле перешла от Парижа к Берлину. Э. Ренц способствовал появлению на цирковой арене новых номеров с участием артистов разных жанров — укротителей хищников, гимнастов и др. Ставил акробатические и водные клоунады-пантомимы, музыкальную клоунаду, большие пантомимы («Золушка», «Нибелунги, или Неустрашимый Зигфрид») и др.
В цирке Э. Ренца в 1873 году родилась клоунская маска Глупого Августа (Рыжего, впоследствии названного «ковёрным»), в 1881 году была изобретена «высокая лонжа» для обеспечения безопасности артистов.
В 1879 году в связи со строительством вокзала в Берлине, занял под свой цирк Большой Шаушпильхаус.
Ему принадлежали постоянные цирковые здания в Берлине, Вене, Гамбурге и Бреслау. В 1880-е годы также ездил в другие города с гастролями. В 1866 г. гастролировал в Санкт-Петербурге.
Заметную эволюцию претерпело искусство наездников, делавших теперь акцент на чистой акробатике, демонстрации сложных и рискованных трюков («Атлеты на лошадях», «Вольтиж а ля Ришар», «Жокей из Эмпсона» и др.). В его цирке в Гамбурге в 1885 г. впервые был исполнен уникальный номер «Лошадь на канате». В представлениях на арене участвовало до нескольких сотен участников.
Похоронен в Берлине на Доротеенштадтском кладбище.